# 云贵乡
云贵乡，是中华人民共和国贵州省毕节市威宁彝族回族苗族自治县下辖的一个乡镇级行政单位。

## 行政区划
云贵乡下辖以下地区：
群丰村、云贵村、检角村、马街村、新民村、高发村、水塘村、平原村、仙水村和五星村。